# Semana Santa en Canarias
La Semana Santa en Canarias es el periodo sagrado del Cristianismo desde el Domingo de Ramos hasta el Domingo de Resurrección, celebrado en la Comunidad Autónoma de Canarias (España). Durante este periodo se realizan diferentes procesiones a lo largo y ancho de los municipios del archipiélago, además de otros actos culturales y musicales, entre los que destaca el Festival de Música Religiosa de Canarias.

## Origen

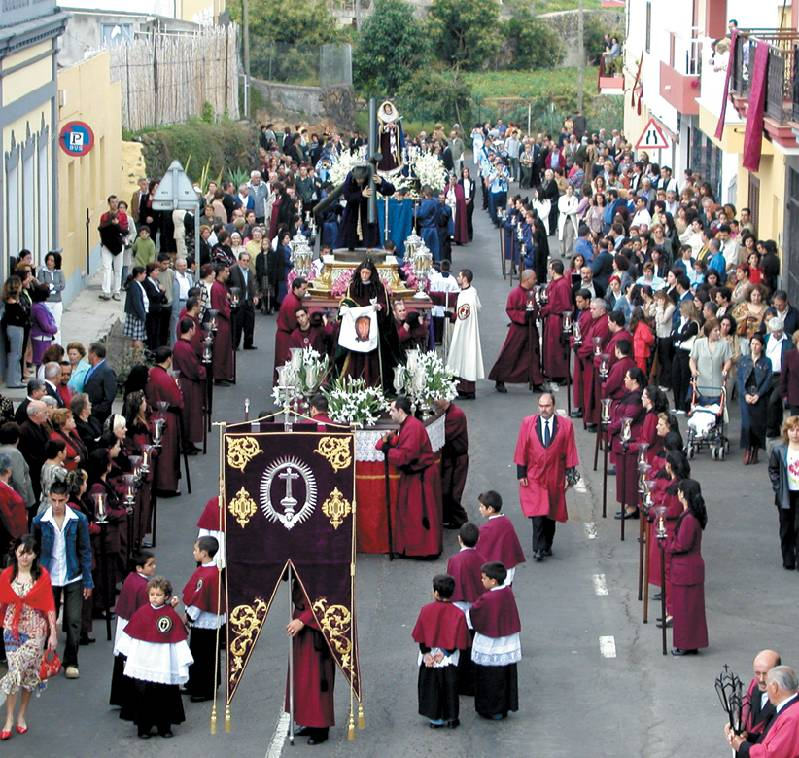
Procesión del Encuentro en la Parroquia Matriz del Apóstol Santiago, en Los Realejos.

Teniendo en cuenta que el proceso de conquista de las islas del Archipiélago Canario abarca un periodo que va desde 1402, año en que da comienzo la conquista de la Isla de Lanzarote, hasta 1496, año en que en Los Realejos se da por concluida la conquista de Tenerife, el origen de las celebraciones de la Semana Santa en Canarias irá ligado al momento propio en que comienza la evangelización de cada lugar.
Con la aparición de las primeras comunidades parroquiales y la llegada de las primeras órdenes religiosas, la vida religiosa, marcada por la suplantación de las creencias de los aborígenes, por el Evangelio, llegado de la mano de los invasores, comienzan a celebrarse en los diferentes lugares, las principales celebraciones y fiestas vinculadas al rito católico. Así, la Semana Santa se desarrolla de distintas maneras, dependiendo de la isla de la que se trate, existiendo incluso diferencias importantes entre los municipios de una misma isla.
Son conocidas las de San Cristóbal de La Laguna, Santa Cruz de Tenerife, La Orotava, Güímar, Garachico y Los Realejos (Tenerife), la de Las Palmas de Gran Canaria (Gran Canaria) y la de Santa Cruz de La Palma (La Palma). En todas ellas, tiene una presencia importante la imaginería canaria, tratándose casi todas de imágenes de candelero talladas por artistas como José Luján Pérez o Fernando Estévez del Sacramento y de escultores foráneos, como Martín de Andújar Cantos, entre otros.

## Semana Santa en Tenerife
El 25 de julio de 1496, con la Paz de Los Realejos se da por concluido el proceso conquistador de la Isla de Tenerife. Es a partir de este momento cuando, y tras la elección de la Parroquia Matriz del Apóstol Santiago del Realejo Alto, en Los Realejos, y de la Iglesia de la Concepción en San Cristóbal de La Laguna, Tenerife comienza a ser plenamente evangelizada, surgiendo fundaciones religiosas, como el Convento de San Miguel de las Victorias, de la Orden Franciscana, casa de religiosos establecidos en esta isla en 1506.
Es precisamente en este convento franciscano donde recibe culto una de las más antiguas imágenes que procesionan en la Semana Santa de Tenerife, el Cristo de La Laguna obra de Louis Van Der Vule quien lo tallara hacia 1514 y que, habiendo pertenecido originalmente a Don Juan Alonso Pérez de Guzmán y Zúñiga, VI Duque de Medina Sidonia, pasó a La Laguna, quizás como regalo del noble español al conquistador y Adelantado de Canarias, Don Alonso Fernández de Lugo. Otra Semana Santa reseñable en la isla es la de la capital, Santa Cruz de Tenerife, en esta Semana Santa destacan los pasos de la Esperanza Macarena de Santa Cruz de Tenerife (de la Real Cofradía de La Macarena de Santa Cruz) y el Señor de las Tribulaciones (de la Real y Venerable Cofradía del Señor de las Tribulaciones).
Uno de los actos más importantes, y con más repercusión de la Semana Santa en la isla es la Representación de la Pasión de Cristo en el municipio sureño de Adeje. En esta representación más de trescientas personas del municipio, actores amateur, participan en las diferentes escenas de los últimos momentos de Jesús. Se trata de un acto de gran repercusión internacional en los medios de comunicación.

### San Cristóbal de La Laguna

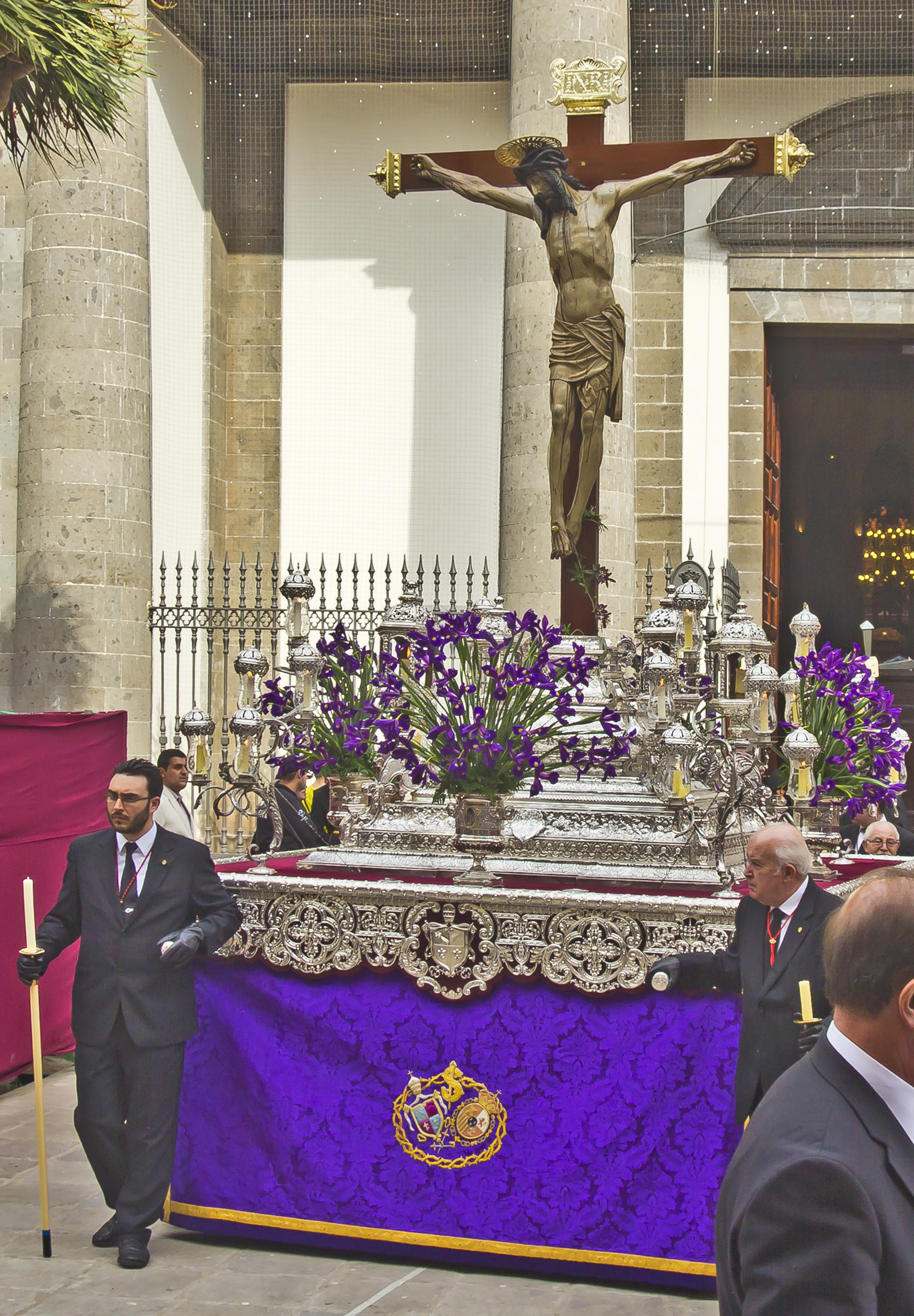
Imagen del Santísimo Cristo de La Laguna saliendo de la catedral durante la Procesión Magna del Viernes Santo.

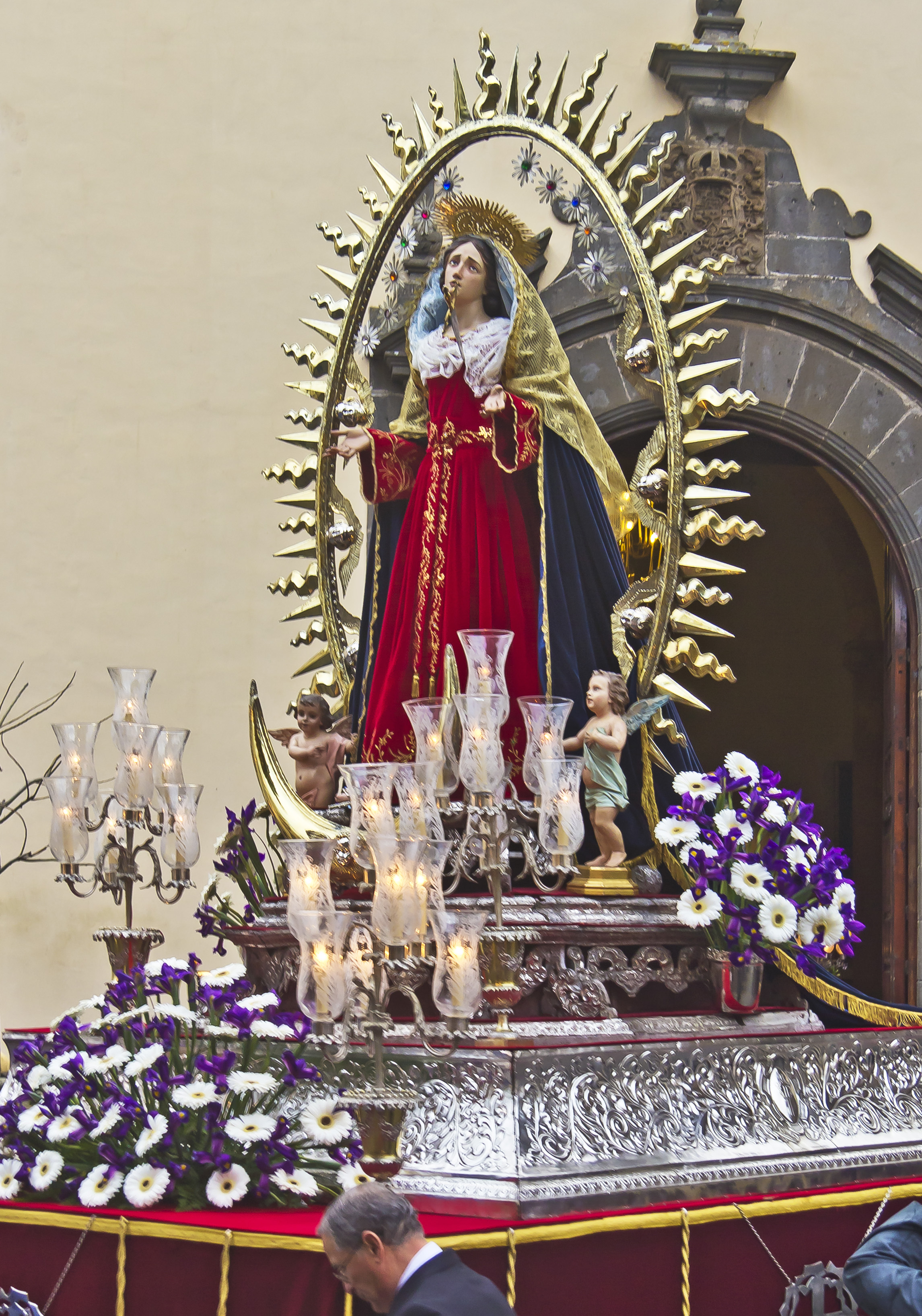
Nuestra Señora de los Dolores de la iglesia de la Concepción, conocida popularmente por La Predilecta.

Esta Semana Santa ostenta el honorable título de ser la más antigua e importante del Archipiélago Canario. La Laguna, primera capital de la isla de Tenerife y antigua capital de Canarias, además de ser la sede la diócesis de San Cristóbal de La Laguna desde 1819 probablemente sea el lugar del archipiélago en que la Semana Santa se viva con mayor intensidad, si bien ésta presenta claras influencias ajenas a la tradición canaria. Además, la práctica totalidad de los pasos salen a la calle montados sobre carros con ruedas, apartándose claramente de la tradición canaria de llevarlos a hombros, como se hace aún hoy en muchos lugares de las islas.
Cuenta esta Semana Santa con pasos de gran valor histórico-artísticos, como el ya mencionado Cristo de La Laguna, que acompañados por sus cofradías, algunas de ellas centenarias y que adoptaron el uso del capirote en el siglo XIX, pasean sobre carros con ruedas las calles más importantes de la ciudad de los Adelantados. Siendo hoy, una de las cofradías o hermandades más antiguas de Canarias la Pontificia, Real y Venerable Esclavitud del Santísimo Cristo de La Laguna, fundada mucho antes de 1545 (fecha de apertura del Concilio de Trento).
Dos días merecen mención especial. Por un lado el Jueves Santo, día en que se muestran los ricos Monumentos Eucarísticos, verdaderas exposiciones de lo mejor de la orfebrerías isleña; y el Viernes Santo, día en el que, de madrugada, tiene lugar la procesión del Cristo de La Laguna. Desde su santuario del Convento franciscano de San Miguel de las Victorias, recorre los diferentes cenobios de la ciudad hasta llegar a la Catedral. Ya por la tarde, partiendo desde el Templo Catedralicio, tiene lugar la Procesión Magna, desfile en el que participan de modo conjunto todas las cofradías de la ciudad, haciendo recorrido de regreso hasta sus respectivos templos de origen.
Entre la imaginería que procesiona en esta Semana Santa cabe destacar la bella imagen del "Cristo Atado a la Columna" que recibe culto en la catedral, obra de procedencia genovesa, y la Dolorosa de la iglesia de la Concepción, conocida popularmente por "La Predilecta", obra del escultor grancanario José Luján Pérez.
Cofradías y hermandades de La Laguna
La Semana Santa lagunera cuenta con numerosas hermandades y cofradías, entre ellas destacan;
- Cofradía del Santísimo Cristo de Burgos y de Nuestra Señora de la Cinta (1955)

- Cofradía del Santísimo Cristo del Rescate y Nuestra Señora de los Dolores (1979)[5]
- Cofradía de la Entrada de Jesús en Jerusalén (1961)

- Real Hermandad y Cofradía de Nuestro Padre Jesús de la Sentencia y María Santísima de la Amargura (1961)

- Cofradía del Cristo de las Caídas (1955)

- Hermandad del Cristo del Amor Misericordioso y Servidores del Templo (1984)

- Venerable Orden Tercera Franciscana y Hermandad Franciscana de la Oración en el Huerto (siglo XVII, actual hermandad 2003)

- Cofradía de las Insignias de la Pasión del Señor y la Soledad de María Santísima (1955)

- Real, Muy Ilustre y Capitular Cofradía de la Flagelación de Nuestro Señor Jesucristo, Nuestra Señora de las Angustias y Santísimo Cristo de los Remedios (1951)

- Venerable Hermandad del Santísimo Sacramento de la Iglesia de Nuestra Señora de la Concepción (anterior a 1644)

- Cofradía de la Verónica y la Santa Faz (1980)

- Cofradía de Nuestro Padre Jesús Nazareno y Nuestra Señora de la Soledad (1953)

- Muy Antigua y Venerable Hermandad de la Sangre de Cristo y la Santa Cruz (siglo XVI, actual hermandad 1950)

- Hermandad del Santísimo de la Santa Iglesia Catedral de La Laguna y su Sección Penitencial (1659, actual hermandad 1983)

- Cofradía de la Misericordia (siglo XVI, actual cofradía 1952)

- Cofradía Penitencial de la Unción y Mortaja de Cristo (1955)

- Venerable Hermandad del Santísimo Rosario, Nuestra Señora de la Soledad y Santísimo Cristo Resucitado (1957)

- Venerable Hermandad Sacramental de San Lázaro y Cofradía Penitencial del Santísimo Cristo del Calvario y María Santísima de los Dolores (1977)

- Pontificia, Real y Venerable Esclavitud del Santísimo Cristo de La Laguna (antes de 1545)

- Cofradía de Nuestra Señora de la Piedad y del Lignum Crucis (1955)

### Santa Cruz de Tenerife

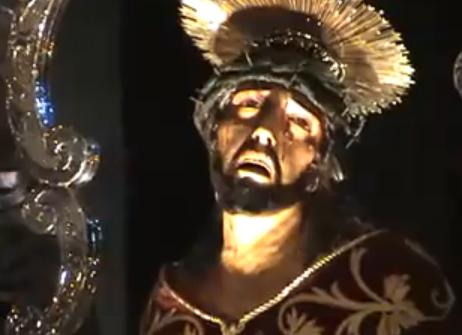
Señor de las Tribulaciones, la imagen devocional más importante de la ciudad y jurado como Señor de Santa Cruz.

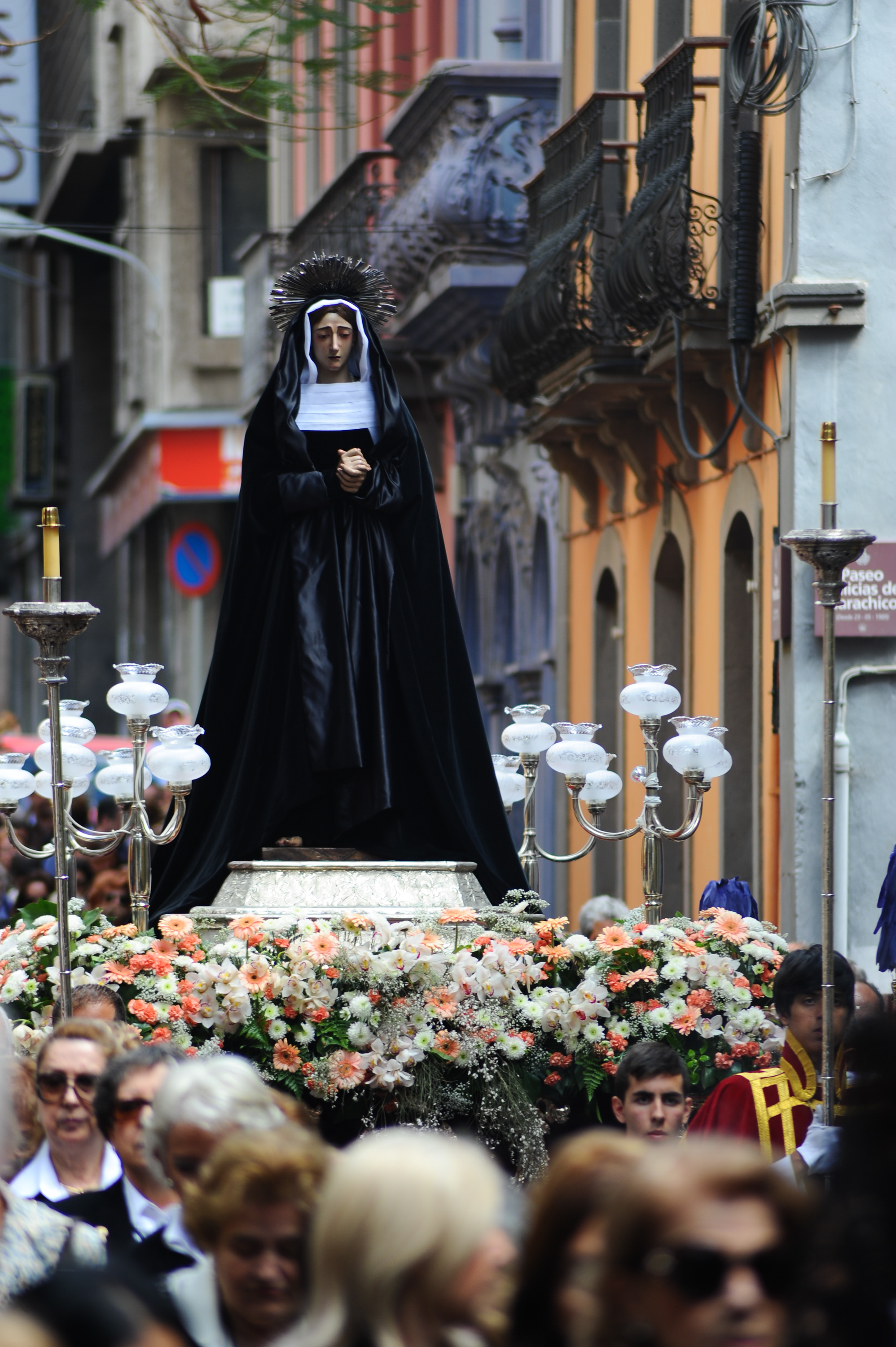
Procesión de la Virgen de las Angustias, llamada popularmente La Republicana.

Como la mayoría de las antes citadas, el origen de la Semana Santa de la ciudad y el municipio de Santa Cruz de Tenerife se remonta a la conquista de la isla. Debido a ser un municipio relativamente grande podemos encontrar muchas y variadas celebraciones tanto en el centro de la ciudad como en los barrios periféricos.
Las procesiones que desfilan en el centro de la ciudad son:
- Día anterior al Primer Viernes de Marzo (inicio de la Cuaresma): Desde la Parroquia de San José, procesión del Cristo de Medinaceli de la Cofradía del Cristo de Medinaceli de Santa Cruz de Tenerife.

- Viernes de Dolores: Desde la Parroquia Matriz de la Concepción, procesión de Nuestra Señora la Virgen de los Dolores.

- Domingo de Ramos: desde la parroquia matriz de la Concepción, procesión de Ramos con el Cristo Predicador. Desde la Parroquia de San Francisco de Asís, procesión de Ramos.

- Lunes Santo: Desde la Capilla de la Venerable Orden Tercera, procesión del Señor de la Oración en el Huerto. Desde la parroquia de San José, procesión del Señor atado a la Columna. Desde la parroquia Matriz de la Concepción, procesión del Señor de la Humildad y Paciencia.

- Martes Santo: Desde la parroquia de San Francisco de Asís, procesión del Señor de las Tribulaciones.

- Miércoles Santo: Procesión del Encuentro: Desde la parroquia de la Concepción, salida de Jesús Nazareno, desde la parroquia de San Francisco de Asís, salida de la Santísima Virgen de la Amargura y San Juan Evangelista.

- Jueves Santo: Desde la parroquia de San Francisco de Asís, procesión del Santísimo Cristo de la Buena Muerte y la Santísima Virgen de la Amargura. Desde la parroquia matriz de la Concepción, procesión de Nuestro Padre Jesús Cautivo y María Santísima de la Esperanza Macarena.

- Viernes Santo: desde la parroquia matriz de la Concepción, procesión del Santísimo Cristo del Buen Viaje. Desde la Parroquia de Nuestra Señora del Pilar, procesión de Nuestra Señora de las Angustias. Desde la parroquia matriz de la Concepción, procesión magna del Santo Entierro. Desde la parroquia de San José, procesión penitencial del Silencio con el Cristo del Perdón y la Virgen de los Dolores. Desde la parroquia de San Francisco de Asís, procesión del Retiro con la Santísima Virgen de la Soledad.

- Domingo de Resurrección: desde la parroquia de San Francisco de Asís, procesión del Resucitado con el Santísimo Sacramento.

Las actuales cofradías y hermandades de la Semana Santa de la ciudad son:
- Venerable Hermandad de la Santa Cruz y el Santo Entierro
- Real Cofradía Nuestro Padre Jesús Cautivo y María Santísima de la Esperanza Macarena
- Cofradía Penitencial Nuestro Padre Jesús Nazareno
- Hermandad del Santísimo Sacramento
- Real Esclavitud del Santísimo Sacramento
- Real y Venerable Cofradía del Señor de las Tribulaciones
- Cofradía de Nuestra Señora de las Angustias
- Cofradía del Cristo de Medinaceli

### La Orotava

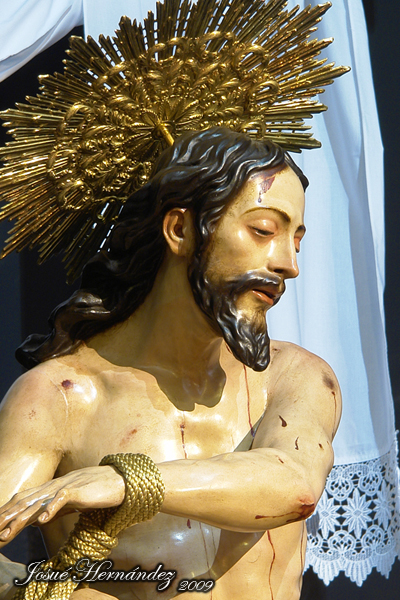
Santísimo Cristo atado a la Columna de la Villa de La Orotava.

Primera villa exenta de Tenerife, la Villa de La Orotava posee una muy rica Semana Santa. En ella conviven cofradías centenarias, como es el caso de la refundada Cofradía de la Santa Vera Cruz y Misericordia 1560-1981, con otras de reciente creación. La Venerable Esclavitud del Santísimo Cristo a la Columna, fundada en 1758, es la corporación más numerosa de las que participan en la Semana Mayor villera.
Dos días destacan en la Semana Santa orotavense: El Jueves Santo, desde la iglesia de la Concepción parte la Procesión del Mandato en la que, custodiados por la ya mencionada cofradía de la Vera Cruz desfilan el Cristo de la Misericordia, tallado en 1586 por Rui Díaz, y las imágenes de "La Dolorosa", "San Juan Evangelista" y "La Magdalena", obras todas ellas del escultor grancanario José Lujan Pérez.
Por la noche, desde la parroquia de San Juan Bautista del barrio del Farrobo, parte la procesión de "La Columna". En esta solemne noche orotavense procesiona el "Cristo Atado a la Columna" esculpido en 1689 por Pedro Roldán junto a la imagen de "La Virgen de Gloria", también de José Luján Pérez, y de la que se ha dicho es una de sus mejores "Dolorosas". Completan el conjunto, un San Juan Evangelista de Fernando Estévez y una "Magdalena" atribuida también al citado escultor orotavense.
El Viernes Santo, parte desde la parroquia de Santo Domingo la Procesión del Encuentro, en la cual se escenifica el encuentro entre Jesús, camino del Calvario, con la Virgen. Conforman el cortejo procesional la Verónica, La Magdalena, San Juan Evangelista, Jesús Nazareno, acompañado por el Cireneo, y la Virgen de los Dolores, todas estas imágenes anónimas del siglo XVIII canario.
Al mediodía, sobre las doce, parte de la parroquia de San Isidro la procesión del Cristo del Calvario, el grupo escultórico de "La Piedad" tallado en el siglo XIX por Fernando Estévez, acompañada de su cofradía titular.
Ya en la tarde, es la parroquia de San Juan Bautista la que toma nuevamente el relevo. Desde su templo parte la procesión del Santo Entierro. El Cristo Difunto, recientemente ha sido relacionado con la gubia de Francisco de Ocampo. A la entrada de la procesión tiene lugar la escenificación del Entierro de Cristo, celebración que, además de en La Orotava, sigue perdurando en algunos lugares del norte de Tenerife como Los Realejos, Garachico, etc.
Hay que destacar que en esta localidad, al igual que en otras que ya trataremos, los pasos son llevados por "cargadores" a la manera tradicional, a hombros, sobre varales, acompasados por el ritmo de banda de cornetas y tambores de estilo clásico.

### Los Realejos

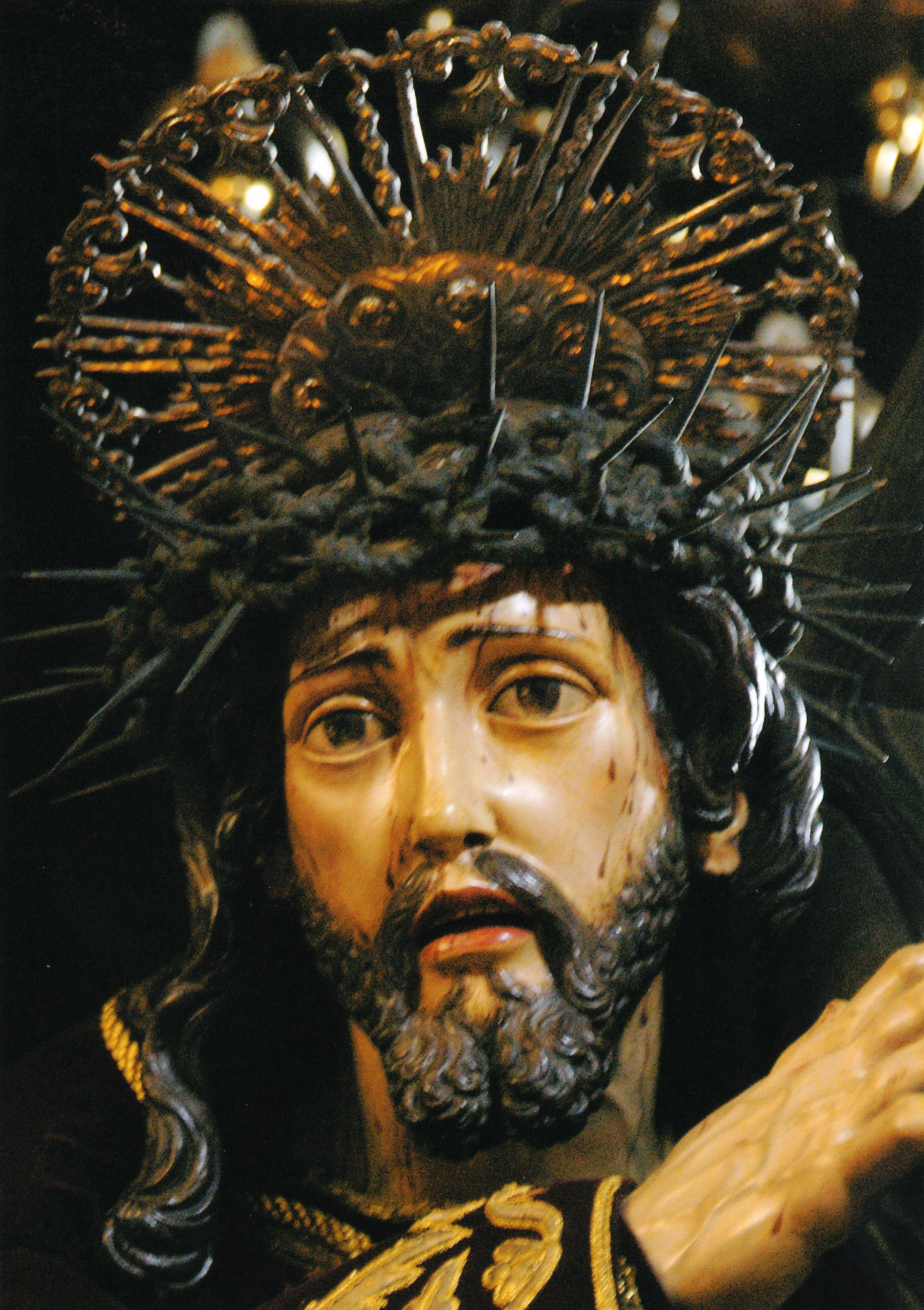
El Nazareno. Parroquia Matriz del Apóstol Santiago. Los Realejos.

Aunque antiguamente la Semana Santa de Los Realejos fue una única celebración en la que participaban tanto la feligresía de la Parroquia Matriz del Apóstol Santiago del Realejo de Arriba, como la de la Iglesia de Nuestra Señora de la Concepción del Realejo de Abajo, articuladas por la existencia en lugares estratégicos de tres conventos, uno de franciscanos, el Convento de Santa Lucía; y otros dos de agustinos en el actual barrio de San Agustín, uno de frailes, el de San Juan Bautista, y otro de monjas, el de San Andrés y Santa Mónica. Tras la desaparición de los conventos en el siglo XIX, y el reparto de las imágenes entre ambas parroquias, la Semana Santa pasa a dividirse definitivamente, dando lugar a la actual conformación, en la que coexisten, en un mismo municipio, dos "semanas santas" diferenciadas.
Por un lado la parroquia matriz del Apóstol Santiago, cuya Semana Santa sigue fiel a la tradición de que sus pasos sean cargados a hombros en su totalidad, y la cual, tras la incorporación reciente de nuevas tallas de importantes escultores andaluces, posee una Semana Santa en la que perviven tradiciones muy antiguas, como por ejemplo la "Procesión del Resucitado" en la mañana del Domingo de Resurrección, en la que procesiona la custodia con la Sagrada Eucaristía bajo palio; con costumbres nuevas, como la procesión del "Cristo de la Oración en el Huerto", obra del imaginero cordobés Antonio Bernal Redondo del Lunes Santo.
De indudable importancia histórico-artística es El Nazareno, obra tallada en 1637 por Martín de Andújar Cantos para el desaparecido Convento franciscano de Santa Lucía y que pasó al Apóstol Santiago definitivamente en el año 1856. El Nazareno desfila, desde su traslado a la parroquia en la Procesión del Encuentro que tiene lugar al mediodía del Viernes Santo, y en la que se escenifica el encuentro de Jesús con San Juan Evangelista y La Virgen María, así como con la Santa Mujer Verónica y Sta. María Magdalena. De igual manera, y desde que en 1991 se fundara la Franciscana Cofradía del Nazareno, ésta organiza en la tarde del Domingo de Ramos con toda solemnidad, su función propia, en la que además de imponérsele las medallas-insignias de la cofradía a los nuevos hermanos, procesiona la venerada Imagen de El Nazareno.
Merece mención también la imagen del "Señor Difunto", imagen que los estudiosos consideran muy próxima al lenguaje artístico del XVII. Poseyó camarín frente a la fachada principal del templo. El Cristo procesiona desde 1733 en su urna de madera dorada, custodiada por seis ángeles llorosos. Con esta imagen, al igual que en otros lugares de la isla, se realiza la noche de Viernes Santo la ceremonia del Santo Entierro, a la entrada la Procesión Magna, desfile en el que participan los doce pasos que procesionan en esta Semana Santa realejera, todos ellos llevados a hombros por "cargadores".
Entre las nuevas adquisiciones y donaciones que se han hecho recientemente para esta Semana Santa, y además de la ya mencionada "Oración en el Huerto" merece también mención al paso de "La Piedad" obra también del cordobés Antonio Bernal Redondo, así como el "Señor Preso" del gaditano Luis González Rey.
Por otro lado, la Parroquia de Nuestra Señora de la Concepción, que aunque poseyó un gran patrimonio escultórico atesorado durante siglos, sufrió en noviembre de 1978 un pavoroso incendio en el que desapareció prácticamente todo el conjunto escultórico de su Semana Santa, salvándose únicamente la imagen de “La Soledad” pieza atribuida a José Rodríguez de la Oliva y que había pertenecido al convento agustino de San Juan Bautista, encontrándose, en esos momentos, fuera del templo.
No obstante, pronto los vecinos se empeñaron en recuperar su Semana Santa. Así, en 1985 se procede a la bendición de la Imagen del “Santísimo Cristo de la Redención”, obra y donación a la parroquia del imaginero orotavense Ezequiel de León Domínguez. El Cristo de la Redención cuenta desde 1990 con cofradía propia, quien lo prosesiona en la madrugada del Viernes Santo, en procesión de traslado hasta El Calvario, para luego regresar en la tarde de ese mismo día.
Entre otras imágenes que esculpiera Ezequiel de León para esta Semana Santa merecen especial mención; “La Piedad” bendecida en la Semana Santa de 1990, el San Juan Evangelista, "El Nazareno" o el "Señor de la Cañita".

### Güímar

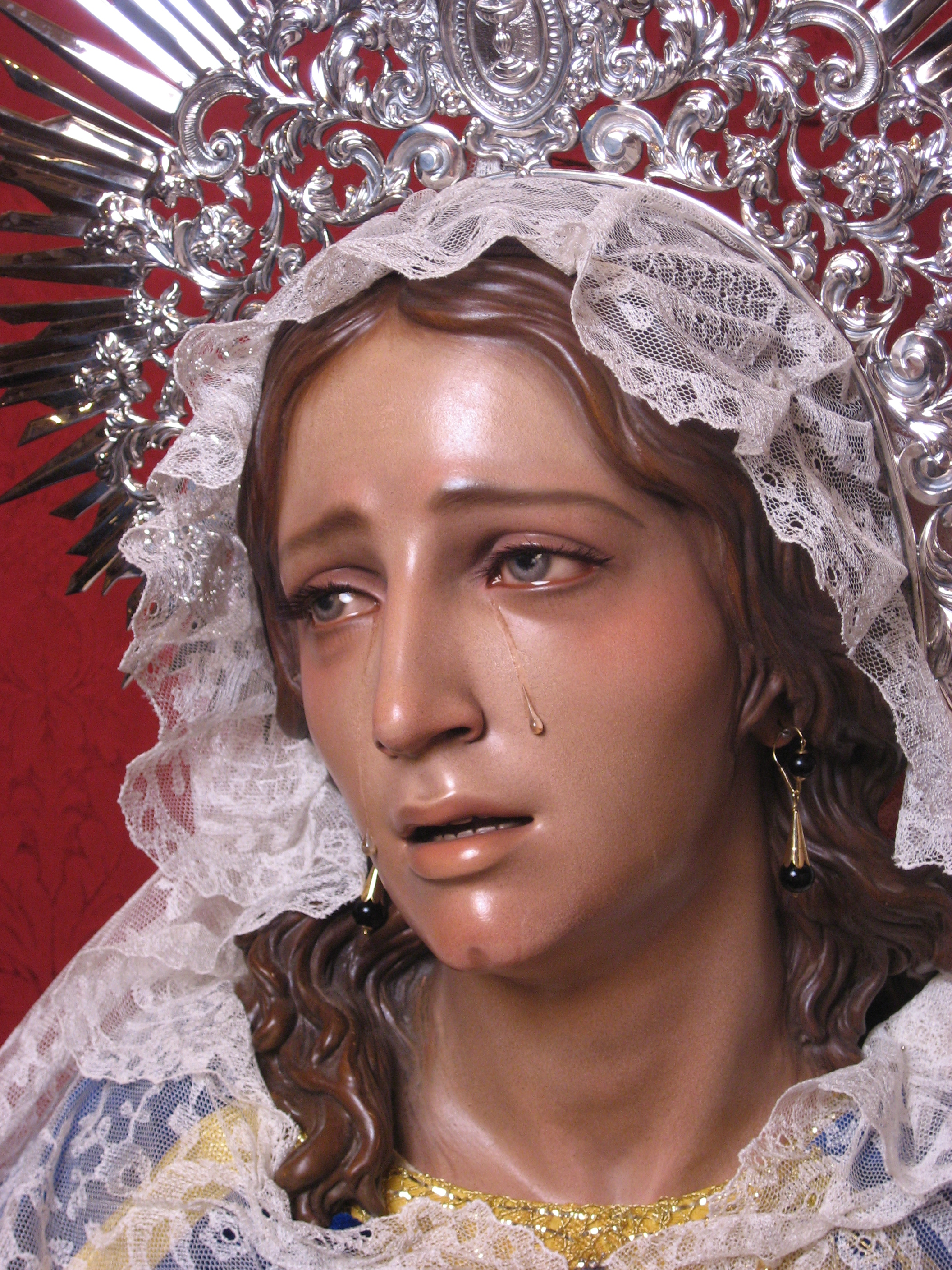
Virgen de las Aguas. Capilla de San Pedro de Arriba, Güímar.

La Semana Santa del municipio de Güímar es una de las más importantes de las celebradas en el sur de la Isla de Tenerife, no solo por la cantidad de pasos que en ella procesionan, sino porque en ella conviven imágenes de épocas y autores muy diferentes.
Entre las imágenes más actuales se pueden destacar la "Virgen de las Aguas", talla realizada por el escultor cordobés Francisco Romero Zafra, "La Santa Cena" y "El Cristo de las Caídas" y "el Cirineo", ambas del escultor güimarero Javier Eloy Campos. Junto a ellas, se puede destacar la presencia del "Nazareno", de estilo barroco, datada de finales del siglo XVII. A pesar de que casi todos los barrios del municipio albergan al menos un paso de Semana Santa, son las Iglesias de Santo Domingo y San Pedro Apóstol las que reúnen la gran mayoría de imágenes.
Entre los días principales cabe destacar el Lunes Santo, día en el que las imágenes del "Señor atado a la Columna", con su cofradía de penitentes, y la "Virgen de las Aguas" descienden desde el barrio de San Pedro Arriba hasta la iglesia matriz de San Pedro. El Miércoles Santo tiene lugar la tradicional Procesión del Encuentro con las imágenes de "San Juan", "La Magdalena", "Ntra. Señora de los Dolores" y "Jesús Nazareno". El Jueves Santo la imagen de "La Piedad" asciende desde el barrio de San Pedro Abajo hacia el centro del municipio. El Viernes Santo, a primera hora de la mañana, tiene lugar el Vía Crucis con la imagen del "Cristo de la Expiración" o "Cristo Negro" desde el barrio de San Juan hasta la iglesia de Santo Domingo. Por la tarde, es el turno de la Procesión Magna, en la que participan los más de veinte pasos que conforman la Semana Santa güimarera.

## Semana Santa en Gran Canaria

### Las Palmas de Gran Canaria

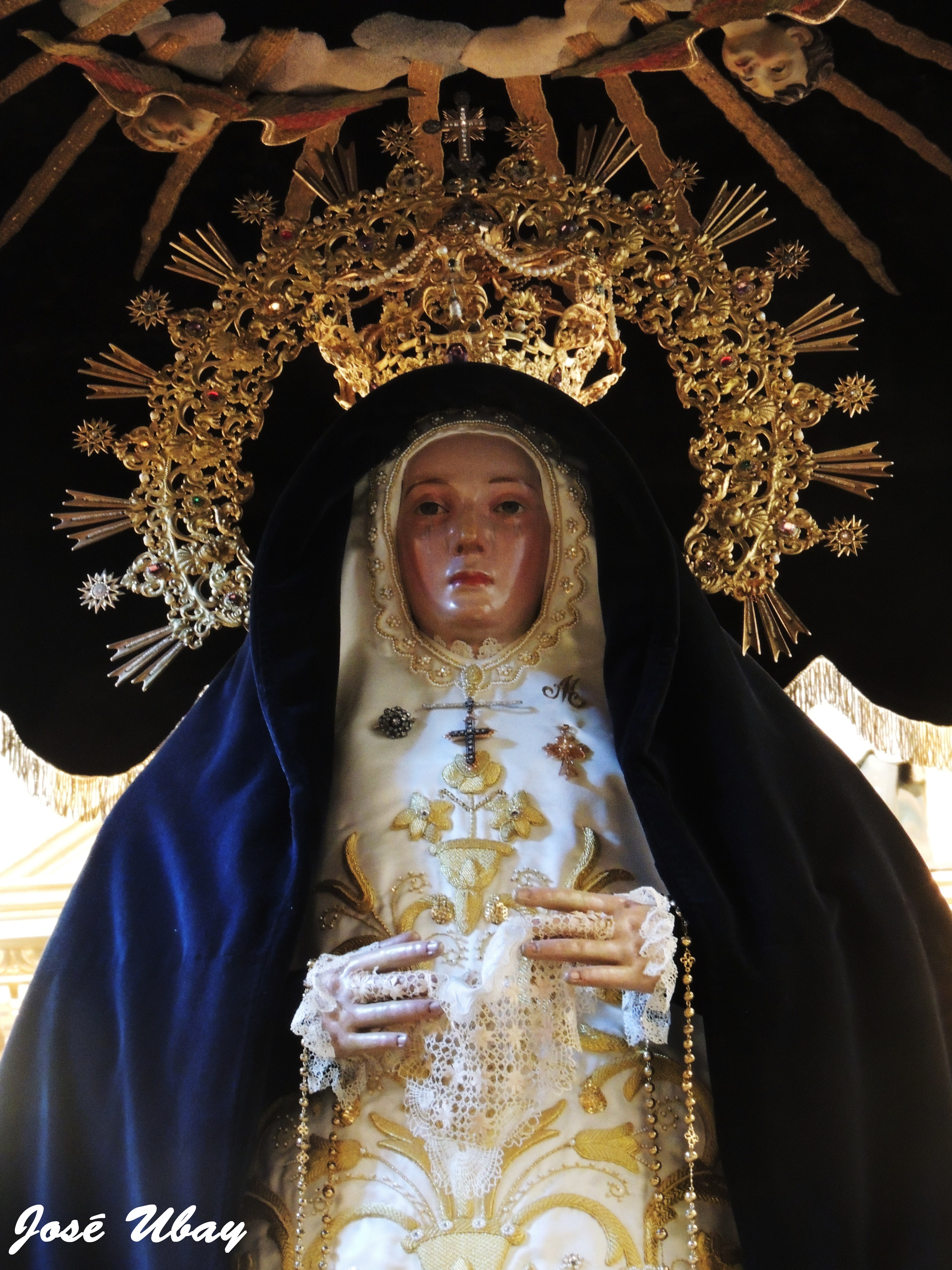
Nuestra Señora de la Soledad de la Portería Coronada, Parroquia de San Francisco de Asís. Las Palmas de Gran Canaria.

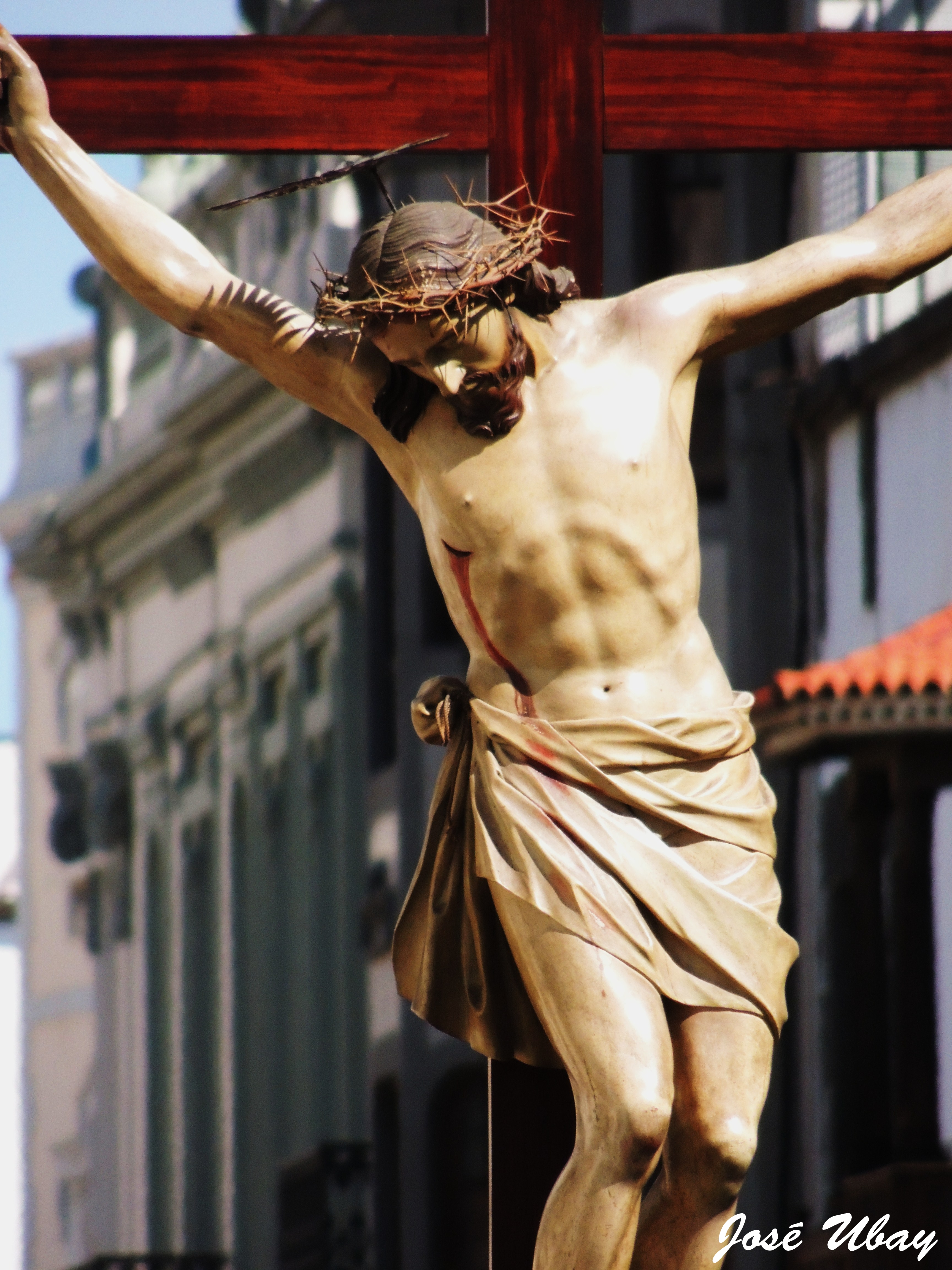
Cristo de la Sala Capitular, que procesiona el Viernes Santo por la mañana.

El Domingo de Ramos, a las once de la mañana tiene lugar la popular procesión de "la Burrita" que sale de la parroquia de San Telmo. El domingo de Ramos por la tarde, tiene lugar desde la parroquia de Santo Domingo en Vegueta, la salida procesional con estación de penitencia en la Catedral de Canarias de la Real e Ilustre Hermandad y Cofradía de Nazarenos de Nuestro Padre Jesús de la Salud y María Santísima de la Esperanza de Vegueta, la talla del Cristo fue hecha por el escultor sevillano José Paz Vélez en el año 1985 y la talla de la Virgen fue tallada por Arsenio de las Casas. La Virgen de la Esperanza era la antigua Virgen de la Misericordia.
El Miércoles Santo tiene lugar la procesión de María Santísima de los Dolores de Triana con su Hermandad Sacramental y Cofradía de María Santísima de Los Dolores de Triana, Virgen de las Angustias y San Telmo, que procesiona desde su sede la parroquia de San Telmo, hasta la iglesia de San Antonio de Padua en donde hace estación de penitencia. Esa misma noche, sale de la parroquia de Santo Domingo de Guzmán en Vegueta, la Real, Ilustre e Histórica Hermandad del Santo Encuentro de Cristo con la Cruz a Cuestas y Nuestra Señora de los Dolores "del Miércoles", procesionan las imágenes del Cristo con la Cruz a Cuestas y Nuestra Señora de los Dolores "del Miércoles", San Juan Evangelista, Santa Verónica y Santa María Magdalena, todas las imágenes que procesionan en la procesión del Encuentro son obra de José Luján Pérez menos la talla de Santa María Magdalena que es obra de escultor teldense Silvestre Bello. La procesión del Encuentro llega hasta la plaza de Santa Ana en donde tiene lugar el último encuentro entre el Cristo y la Virgen y hacen estación de penitencia en la Catedral de Canarias.
En la Madrugada del Viernes Santo sale de la ermita del Espíritu Santo el Vía Crucis con la imagen del Santísimo Cristo del Buen Fin dicho Vía Crucis recorre diferentes calles de Vegueta. A esta Imagen, ha dedicado el músico local D. Antonio Hanna Rivero, quien en la actualidad es subdirector de la banda municipal de música de la ciudad de Las Palmas de Gran Canaria, su Marcha Procesional titulada "El Cristo del Buen Fin".
En la mañana del Viernes Santo a las once de la mañana, sale desde la Catedral de Canarias la llamada procesión de "Las Mantillas" con las imágenes del Santísimo Cristo de la Sala Capitular y Nuestra Señora de Los Dolores de Luján ambas imágenes de José Luján Pérez, es característico de esta procesión que las señoras con la mantilla canaria vayan con el Cristo y las señoras con velo negro con la Virgen Dolorosa. Por la tarde sale la Procesión Magna Interparroquial, donde salen los pasos de las Parroquias de Santo Domingo, San Agustín y San Francisco de Asís. De la parroquia de Santo Domingo salen, el Señor Predicador y Santa María Magdalena en el primer paso. El Señor Predicador es obra de José Luján Pérez. Seguidamente sale el Cristo atado a la columna también conocido como el Santísimo Cristo del Granizo, obra de Pedro Calderón de la Barca, luego salen los pasos del Santo Encuentro como; el Señor de la Caída, Santa Verónica y Santa María Magdalena. Desde la iglesia matriz de San Agustín procesiona el Santísimo Cristo de la Vera Cruz, obra de José Luján Pérez al igual que el San Juan Evangelista que le sigue, y por último sale Nuestra Señora de los Dolores llamada popularmente "La Genovesa". De la iglesia de San Francisco de Asís en el barrio de Triana, salen los siguientes pasos: La oración en el Huerto, el Cristo es obra de José Luján Pérez, seguido por el Señor de la Humildad y Paciencia o "Lágrimas de San Pedro", la Cruz vacía con las imágenes de San Juan Evangelista y Santa María Magdalena, seguidamente sale el Santo Sepulcro y por último Nuestra Señora de la Soledad de la Portería Coronada la imagen más venerada y de mayor arraigo y devoción de la Semana Santa de la ciudad de Las Palmas de Gran Canaria. Esta imagen mariana, una de las más antiguas de la ciudad capitalina, es acompañada por su Pontificia y Real Archicofradía Nuestra Señora de La Soledad de la Portería Coronada.
Los pasos de las respectivas parroquias se van uniendo en torno a la Alameda de Colón. Al término de esta procesión sale de la iglesia de Santo Domingo la procesión del Retiro con la Virgen de los Dolores "del Miércoles" y San Juan Evangelista y desde la Parroquia de San Francisco de Asís y Santuario Mariano de Nuestra Señora de la Soledad sale la procesión del Retiro y del Silencio con la venerada imagen de Nuestra Señora de la Soledad de la Portería Coronada. Esta procesión del retiro y silencio de Nuestra Señora de la Soledad es la procesión por antonomasia de la Semana Santa de la ciudad.
Cofradías y Hermandades de Las Palmas de Gran Canaria
- Pontificia y Real Archicofradía de Nuestra Señora de la Soledad de la Portería Coronada
- Real Cofradía del Santísimo Cristo del Buen Fin
- Hermandad Sacramental y Cofradía de Nuestra Señora de los Dolores de Triana, Virgen de las Angustias y San Telmo
- Real e Ilustre Hermandad y Cofradía de Nazarenos de Nuestro Padre Jesús de la Salud y María Santísima de la Esperanza de Vegueta
- Real, Ilustre e Histórica Hermandad del Santo Encuentro de Cristo y Cofradía de Nazarenos del Santísimo Cristo con la Cruz a cuestas y Nuestra Señora de los Dolores "del Miércoles"

### Santa María de Guía

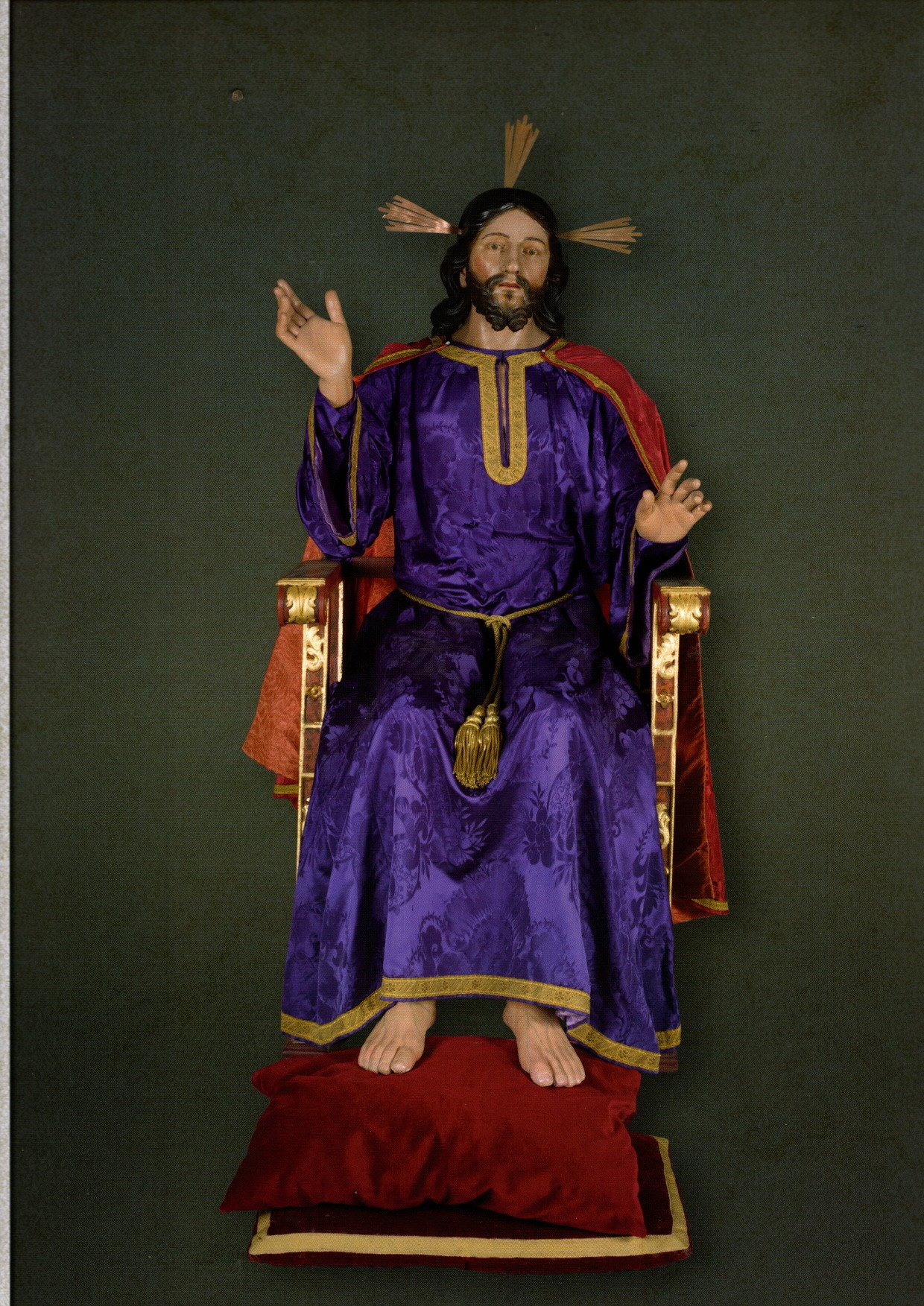
Cristo Predicador en Santa María de Guía.

La Semana Santa de Santa María de Guía es conocida en su presentación como Semana Santa en la Ciudad de Luján. Como la localidad del insigne imaginero canario José Luján Pérez, la Semana Santa de la localidad norteña grancanaria abarca diferentes actos.
El Domingo de Ramos, desde la ermita de San Roque durante la mañana, tiene lugar la bendición tradicional de los olivos y la procesión de "la Burrita" que comienza desde dicha ermita hasta la iglesia matriz de Santa María de Guía.
El Lunes Santo y el Martes Santo desde la iglesia matriz de Santa María de Guía y atendiendo al transcurso del día, se oficia una eucaristía y discurre el denominado Vía Crucis Tradicional.
El Miércoles Santo, como es tradicional en muchos municipios del Archipiélago canario, tiene lugar la denominada Procesión del Encuentro con los pasos de: Jesús Nazareno, de autor anónimo; Santa Verónica, atribuida a Silvestre Bello; San Juan, de Arsenio de las Casas; y Nuestra Señora de los Dolores, de José Luján Pérez. El recorrido normal de esta procesión es: Luis Suárez Galván, callejón de León, calle de En medio, hasta el encuentro en la plazoleta del Nazareno con la Virgen de los Dolores. Durante el momento del denominado Encuentro, ofician sus cantos la Coral Camille Saint-Saëns venida en representación de todos los pagos de Santa María de Guía.
En la tarde del Viernes Santo, tiene lugar desde la iglesia matriz de Santa María de Guía la llamada Procesión Magna con la representación de la Cruz del Municipio y las imágenes de: el Cristo Atado a la Columna, obra de José Luján Pérez que data del año 1795; Santa Verónica, de atribuida a Silvestre Bello; Jesús Nazareno, de autor anónimo; el Santísimo Cristo Crucificado, obra de José Luján Pérez que data del año 1811; el Santo Sepulcro, obra de José de Armas que data del año 1946; San Juan Evangelista, obra de José Luján Pérez y la Virgen Dolorosa, obra de José Luján Pérez que data del año 1795.
Concluida dicha procesión, en torno a las 11 de la noche, tiene lugar la denominada Procesión del Retiro o del Silencio, con el paso de Nuestra Señora de los Dolores. Durante el trayecto procesional, la Coral Camille Saint-Saëns vuelve a oficiar los cantos.
En la noche del Sábado Santo conforme la terminación del día, tiene lugar la llamada Procesión del Resucitado por las calles próximas a la iglesia matriz de Santa María de Guía.

### Telde

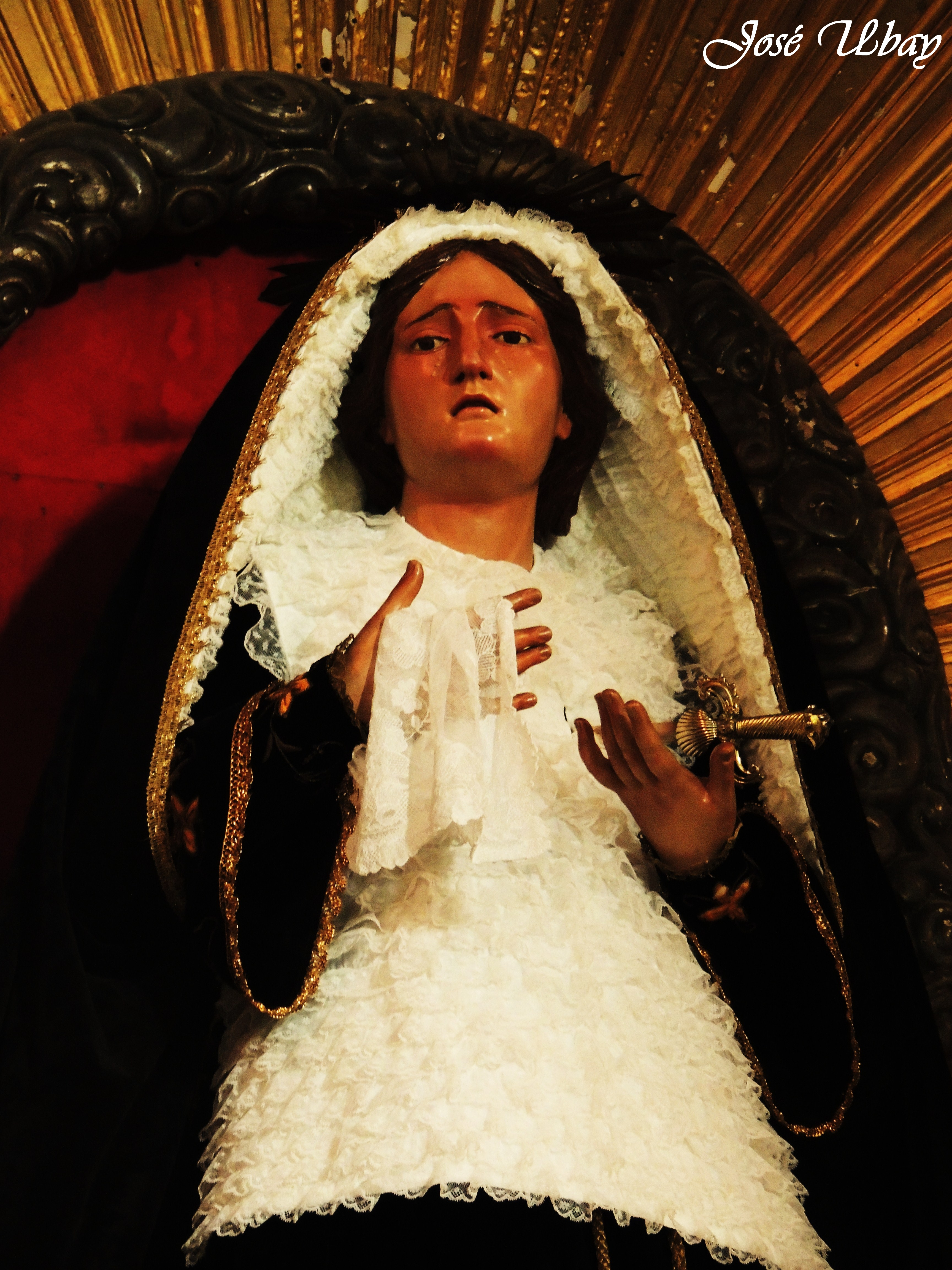
Nuestra Señora de la Soledad de la localidad de Telde.

La Semana Santa de Telde se centra especialmente en la Basílica de San Juan Bautista.
El Domingo de Ramos, una vez finalizada la Solemne Misa de 10 de la mañana se procede a la Procesión del Señor en "la Borriquita" por las calles de la Basílica teldense.
El Viernes Santo en la Procesión Magna del Santo Entierro que tiene lugar a las 7 de la tarde salen los siguientes pasos: El Señor Predicador, que perteneció a la ermita de San Pedro Mártir de Verona de la ciudad teldense, hoy se encuentra en la iglesia conventual de San Francisco de Asís de Telde, data entre los siglos XVII-XVIII. El siguiente paso es el Señor en el Huerto acompañado con San Juan Evangelista, San Pedro y Santiago. El tercer paso es del Santísimo Cristo con la Cruz a cuestas y Santa Verónica: ambas efigies datan entre los siglos XVII-XVIII y se encuentran en la iglesia de San Francisco de Telde. El cuarto paso es el Santísimo Cristo de la Agonía obra sevillana del siglo XVII, también le acompaña Nuestra Señora de los Dolores de Silvestre Bello obra del siglo XVIII, la Virgen perteneció a la ermita de San Pedro Mártir, y hoy se encuentra en la iglesia de San Francisco de Asís. El quinto paso es el Santísimo Cristo Crucificado: obra del escultor canario José Luján Pérez que data del siglo XVIII, se encuentra en la sacristía de la Basílica. El sexto paso es el Santo Sepulcro, impresionante obra del siglo XIX. El séptimo paso es San Juan Evangelista, obra de José Luján Pérez quien la realizó antes de 1780. El octavo y último paso es el paso de palio de Nuestra Señora de la Soledad de Telde, obra José Luján Pérez que se encontraba en la iglesia de San Francisco de Telde y tras la desamortización de Mendizabal pasó a ser propiedad de la Basílica teldense.
Al finalizar la Procesión Magna, al entrar el paso de la Soledad de María, se reza los Misterios de Dolor y seguidamente tiene lugar la Procesión del Retiro con las imágenes de San Juan Evangelista y Nuestra Señora de la Soledad de Telde.

### Otras
Si bien existen pueblos que no poseen una Semana Santa destacable, sí los hay que, por el contrario, conservan en sus templos piezas escultóricas que, por la gran devoción que suscitan, o por su valor histórico-artístico merecen ser reseñados.

## Semana Santa en La Palma

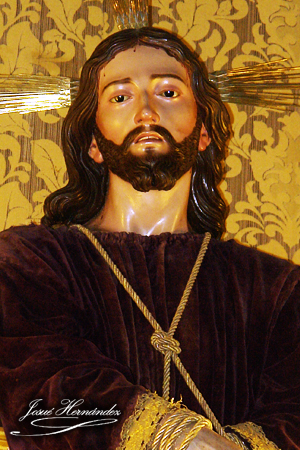
Santísimo Cristo del Perdón en Santa Cruz de La Palma.

### Santa Cruz de La Palma
Considerada como una de las más elegantes y con mayor personalidad del archipiélago, la Semana Santa de Santa Cruz de La Palma es una de las tradiciones festivas de mayor arraigo en la isla de La Palma, reuniendo una serie de matices que le confieren una caracterización muy determinada y que podrían resumirse en: la exacta cronología secuencial en todas las procesiones, donde se sigue fielmente el orden relatado en los evangelios; la diversidad y calidad de la imaginería procesional con la presencia de esculturas flamencas, americanas, andaluzas, canarias o locales; la conservación de ritos (encuentros parateatrales de imágenes denominados «puntos» o en el suave balanceo de los «capuchinos» o nazarenos, conocido con el nombre de «Baile del Señor»); y, por último, la antigüedad y multiplicidad de los géneros musicales que se interpretan, tales como marchas para bandas, piezas de cámara («chirimías»), para coral («motetes») o solista («palmeras»). En 2014 fue declarada de Fiesta de Interés Turístico de Canarias.

### Los Llanos de Aridane
La otra Semana Santa palmera en importancia es la de Los Llanos de Aridane. Entre las procesiones más importantes de esta localidad destacan; el Señor del Huerto, la tarde del Domingo de Ramos; el Señor de la Columna con la Virgen de los Dolores, el Martes Santo también en horario de tarde; el Santo Cristo de Argual la noche del Jueves Santo y sobre todo el Vía crucis que se realiza cada Viernes Santo a primeras horas de la mañana con el Cristo de la Salud, imagen realizada en pasta de maíz en el siglo XVI y procedente de México.

## Otras islas
Las demás islas que componen el archipiélago canario también cuentan con celebraciones de Semana Santa. Destacan en este apartado:
- En Lanzarote: La Semana Santa de Teguise, destacándose el Vía crucis del Cristo de la Vera Cruz la mañana del Viernes Santo y la Procesión Magna la tarde de ese día. En la capital, Arrecife, destaca la procesión del Encuentro el Miércoles Santo.

- En Fuerteventura: En Puerto del Rosario, la capital, el acto más importante es el encuentro entre el Cristo de la Buena Muerte, El Nazareno y la Virgen de los Dolores la noche del Miércoles Santo. La imagen del Cristo de la Buena Muerte sale en procesión a hombros del Regimiento de Infantería «Soria» n.º 9,[10]

- En las islas de La Gomera y El Hierro destacan las Semanas Santas capitalinas en San Sebastián de La Gomera y Valverde respectivamente, con la Procesión Magna en la primera y el Santo Entierro en la segunda, ambas el Viernes Santo. En Valverde la imagen más venerada de la Semana Santa es el Cristo a la Columna, considerada la mejor y más representativa obra barroca de la isla de El Hierro.[11]